# Sol Spiegelman
Sol Spiegelman (ur. 14 grudnia 1914 w Nowym Jorku, zm. 21 stycznia 1983 tamże) – amerykański biolog molekularny.  
W 1939 roku Sol Spiegelman uzyskał bachelor’s degree w dziedzinie matematyki na City College of New York. Kontynuował edukację na Columbia University, a następnie na Washington University in St. Louis, gdzie w 1944 roku uzyskał stopień doktora. Przez rok prooacował na University of Minnesota jako stypendysta United States Public Health Service, a następnie zatrudniony został na Uniwersytecie Illinois, gdzie później został profesorem mikrobiologii. 
W 1969 roku został profesorem genetyki i rozwoju człowieka na Columbia University College of Physicians and Surgeons, a także dyrektorem Instytutu Badań nad Rakiem (Institute of Cancer Research). 
Prowadzone przez niego badania dotyczyły genetyki, wirusologii, a także molekularnych mechanizmów powstawania nowotworów. Jego badania bakterii pod kątem genetyki na poziomie komórkowym były w latach 40. XX wieku, podejściem rewolucyjnym. Zaobserwowanie mutacji u bakterii pozwoliło na stwierdzenie, że bakterie zachowują się pod względem dziedziczenia w sposób zbliżony do organizmów wyższych i dzięki temu mogą stanowić modele wykorzystywane do badań genetycznych. W 1962 roku rozwinął technikę hybrydyzacji kwasów nukleinowych, pozwalającą na wykrywanie cząsteczek specyficznego DNA i RNA w komórkach. 
Przeprowadził też eksperyment (później określony jako potwór Spiegelmana), w którym kopiował cząsteczki RNA w probówkach przy użyciu enzymu katalitycznego pobranego z nukleotydów. 
W 1974 roku otrzymał nagrodę Albert Lasker Award for Basic Medical Research.